# TOCA Touring Car Championship
Vous lisez un « article de qualité » labellisé en 2017.
TOCA Touring Car Championship est un jeu vidéo de course automobile développé par Codemasters sur PlayStation et PC. Il est sorti en Europe en novembre 1997, puis en février 1998 au Japon, et en septembre de la même année en Amérique du Nord, où, édité par The 3DO Company, il est intitulé TOCA Championship Racing. En Europe, le jeu est réédité dans la gamme Platinum en 1998, puis dans la gamme à bas prix Value Series. En novembre 2000, THQ développe un portage avec un système de jeu différent pour la Game Boy Color, développé par le studio Spellbound Software.
Le jeu met en scène les écuries et les circuits du championnat britannique des voitures de tourisme 1997 dans divers modes de jeu, dont le championnat, permettant au joueur d'affronter les pilotes de la saison 1997 ou de s'adonner au multijoueur. TOCA Touring Car Championship inclut notamment des commentaires dits par l'ancien pilote de Formule 1 Tiff Needell pour la version en anglais.
À sa sortie, TOCA Touring Car Championship est bien accueilli par la presse spécialisée, qui salue la bonne prise en main des véhicules et le réalisme des courses du jeu ; celui-ci étant l'un des pionniers du jeu vidéo de simulation automobile, à quelques mois de la sortie de Gran Turismo. En cela, les spécialistes estiment que ce jeu est un savant mélange du réalisme de Formula 1 et de Destruction Derby, pour ses accidents en course et les dommages subis par les voitures. Les graphismes du jeu sur PC, en partie sacrifiés au profit de la fluidité de l'animation, laissent cependant la critique perplexe.
Le jeu s'avère être un succès commercial dès sa sortie, avec plus de 550 000 exemplaires écoulés en Europe en 1998, donnant lieu à la publication de TOCA 2 Touring Cars en décembre 1998, puis à une série de jeux, développée jusque dans les années 2010.

## Licence
TOCA Touring Car Championship, disposant de la licence de TOCA, société organisatrice du championnat britannique des voitures de tourisme, prend pour cadre la saison 1997 de cette compétition. Le joueur peut ainsi piloter pour l'une des huit écuries du championnat et affronter les quinze autres concurrents participants (deux pilotes par écurie) et disputer des courses sur les neuf circuits composant le championnat.
| Écuries         | Pilotes                          |
| --------------- | -------------------------------- |
| Honda Accord    | James Thompson Gabriele Tarquini |
| Audi A4         | Frank Biela John Bintcliffe      |
| Vauxhall Vectra | John Cleland Derek Warwick       |
| Volvo S40       | Rickard Rydell Kelvin Burt       |
| Ford Mondeo     | Will Hoy Paul Radisich           |
| Nissan Primera  | David Leslie Anthony Reid        |
| Peugeot 406     | Tim Harvey Patrick Watts         |
| Renault Laguna  | Alain Menu Jason Plato           |

| Circuits                  | Longueur du tracé | Nombre de tours (mode championnat) |
| ------------------------- | ----------------- | ---------------------------------- |
| Donington Park Grand Prix | 4,02 km           | 18                                 |
| Silverstone International | 3,62 km           | 20                                 |
| Thruxton                  | 3,79 km           | 20                                 |
| Brands Hatch Indy         | 1,93 km           | 38                                 |
| Oulton Park Fosters       | 2,66 km           | 27                                 |
| Donington Park National   | 3,15 km           | 25                                 |
| Croft                     | 3,41 km           | 25                                 |
| Knockhill                 | 2,09 km           | 35                                 |
| Snetterton                | 3,14 km           | 23                                 |

## Système de jeu

### Généralités
TOCA Touring Car Championship est un jeu vidéo de course automobile en trois dimensions. Les véhicules figurant dans celui-ci sont des voitures de supertourisme, dont le joueur peut choisir le réglage de la boîte de vitesses, automatique ou manuelle. Le but du jeu est d'incarner un pilote dont le joueur sélectionne le nom et d'affronter quinze autres adversaires sur les neuf circuits du Royaume-Uni composant le championnat. Chacune des huit écuries présentes dispose de deux voitures pour le championnat, soit seize pilotes au total. Quatre types de vues sont proposées : une vue arrière rapprochée ou éloignée de la voiture, une vue depuis le moteur, et une vue interne depuis l'habitacle.

### Format de course
Une manche se compose d'une session de qualifications et d'une course. Le joueur peut choisir de commencer l'épreuve par n'importe laquelle de ces étapes. La séance de qualifications offre trois tours afin d'obtenir la meilleure place possible sur la grille de départ. Si le joueur décide de commencer l'épreuve directement par la course, alors il part de la dernière position.

### Modes de jeu
TOCA Touring Car Championship propose divers modes de jeu, dont le mode multijoueur, permettant à deux (version PlayStation) ou huit joueurs (version PC) de s'affronter en écran partagé ou en réseau local.
La course simple permet au joueur de disputer une course, avec une voiture et un circuit prédéfinis. Au préalable, il peut paramétrer le nombre de tours à parcourir, entre 1 et 20, la météo (beau, couvert, pluie, orage, brume, neige ou par défaut — c'est-à-dire, la météo choisie pour tel circuit en mode championnat), le niveau de difficulté (facile, moyen, dur). Il peut également décider de jouer la partie en multijoueur, les participants pouvant alors choisir d'accorder une vitesse accrue au joueur qui perdra la course, pour la course suivante. Au début du jeu, seuls deux circuits sont disponibles ; les autres doivent être débloqués en progressant dans le mode championnat.
Le mode championnat offre la possibilité de participer au championnat britannique des voitures de tourisme. Celui-ci est organisé en douze rencontres de deux manches chacune, soit vingt-quatre manches. Le joueur peut choisir la durée du championnat : court, seul le tiers de la distance de course est à parcourir ; entier, l'intégralité de la distance de course officielle est à disputer. Chaque manche se compose d'une séance de qualifications et d'une course. Celui qui décroche la pole position marque un point. En course, les dix premiers marquent entre un et quinze points. Afin de continuer le championnat, le joueur doit totaliser vingt points par rencontre. Toutefois, toute conduite dangereuse ou antisportive est sanctionnée d'un avertissement affiché à l'écran. Au bout de trois avertissements, quatre points sont retirés au classement général, puis six points après cinq avertissements. Au sixième avertissement, le pilote est disqualifié de la course. Toutes les six rencontres, des coupes sont attribuées au joueur en fonction de ses performances et permettent de débloquer un circuit bonus, deux voitures cachées et des codes de triches. On peut par exemple débloquer un char d'assaut permettant de tirer sur les autres véhicules ainsi qu'un circuit avec de la lave. Remporter le mode championnat donne la possibilité de jouer au mode confrontation TOCA, consistant à refaire le championnat sur des circuits miroirs.
Le mode contre-la-montre consiste à réaliser le meilleur temps sur un tour de circuit avec des conditions climatiques choisies par le joueur. Une fois qu'un temps de référence est établi, celui-ci est matérialisé par une voiture fantôme, qu'il faut logiquement battre pour améliorer le temps préalablement effectué. Pendant la période d'exploitation du jeu, les joueurs peuvent inscrire leurs performances sur le site internet de Codemasters et ainsi se comparer aux autres.

### Spécificités du portage surGame Boy Color
La version Game Boy Color offre un système de jeu différent, en raison des limitations techniques de la plate-forme. En effet, le jeu affiche une vue en 3D isométrique typique des jeux de cette console. Si les modes championnat et contre-la-montre restent inchangés, une seule voiture par écurie est engagée en course (soit un total de huit concurrents en piste). Le mode course simple permet au joueur de paramétrer des options plus restreintes par rapport aux versions PlayStation et Windows (course de 3 à 18 tours, modes de difficulté normal ou difficile, piste sèche ou humide). Tous les circuits du jeu sont débloqués dès le départ, sans que le joueur ait à réussir le mode championnat pour cela. Enfin, le mode multijoueur offre la possibilité à huit joueurs de s'affronter à tour de rôle,.

## Développement

### Conception
Le projet TOCA Touring Car Championship est lancé par le développeur Codemasters dans le courant de l'année 1996 et nécessite environ dix-huit mois de travail. L'équipe, dirigée par Gavin Raeburn, compte vingt-six programmeurs, mobilisés six jours par semaine au rythme de quatorze heures de travail par jour lors de la phase finale du développement du jeu. Disposant de la licence de TOCA, la société organisatrice du championnat britannique des voitures de tourisme, Codemasters travaille en collaboration avec celle-ci pour reproduire fidèlement les caractéristiques du championnat : noms des pilotes et écuries du championnat, voitures aux capacités plus ou moins égales, nombreux accidents, frottements et collisions dans les virages. Les concepteurs ont également représenté les voitures de course avec précision, en faisant apparaître les sponsors des écuries et les panneaux publicitaires présents sur chaque circuit. Afin de modéliser de façon réaliste les voitures de tourisme, chacune d'elles est scannée au laser avec une précision d'un quart de millimètre. Celles-ci sont texturées dans plusieurs conditions, selon qu'elles soient endommagées ou intactes. En outre, les infographistes ont bénéficié du concours des relevés topographiques de l'Ordnance Survey, département non-ministériel du gouvernement britannique chargé de la cartographie du Royaume-Uni, pour modéliser les circuits. Ceux-ci sont aussi filmés sous différents angles de vue et les abords de chaque circuit ont été photographiés, avant d'être modélisés en trois dimensions. Ainsi, le moteur de jeu Track block permet au joueur, à l'instar de Destruction Derby, de sortir de la piste et de visiter les alentours des circuits. Le jeu affiche une cadence de vingt-cinq images par seconde, détaillées de 3 000 polygones. Sur PC, Codemasters admet que la non-utilisation d'une carte accélératrice 3D nuit fortement à la qualité graphique du jeu.
En 1999, Codemasters et l'éditeur THQ annoncent la préparation d'un portage du jeu pour Game Boy Color pour le mois de septembre de cette même année, mais la date de sortie est reportée. Lors de l'Electronic Entertainment Expo 2000, qui se tient du 11 au 13 mai à Los Angeles, les développeurs Spellbound Software et Codemasters présentent officiellement le portage de TOCA Touring Car Championship pour la console de Nintendo. Il se distingue des versions pour PlayStation et PC d'un mode multijoueur enrichi des modes Tournoi et Knock-Out, mais seulement huit voitures prennent part aux courses, soit une par écurie.

### Sortie et promotion

Logo de la version américaine de TOCA Championship Racing.

La version PlayStation est publiée par Codemasters en Europe en novembre 1997, puis le 11 février 1998 au Japon par Lay-Up, et le 2 septembre 1998 aux États-Unis par The 3DO Company. En Europe, le jeu est réédité en 1998  dans la gamme Platinum, puis dans la gamme à bas prix Value series. La version PC du jeu est disponible en Europe dès novembre 1997, puis le 23 février 1998 au Japon, et le 25 septembre 1998 en Amérique du Nord. En novembre 2000, un portage pour Game Boy Color, développé par Spellbound Software en collaboration avec Codemasters et édité par THQ, est publié en Europe et en Amérique du Nord. Dans la version anglaise, les commentaires sont assurés par l'ancien pilote Tiff Needell.
Un mois avant la sortie du jeu, Codemasters invite une quarantaine de journalistes spécialisés venus de toute l'Europe sur le circuit de Brands Hatch en Angleterre afin de les initier au pilotage, de découvrir le jeu, et ainsi prouver le réalisme de la simulation en comparant les sensations vécues sur circuit, puis sur console. L'initiation au pilotage, consiste à l'essai, en compagnie de pilotes du championnat britannique de Formule Ford, de voitures de tourisme préparées par le constructeur allemand BMW et de monoplaces de Formule Vee. Un second exercice consiste à effectuer des slaloms à bord d'une voiture de course, tout en essayant de ne pas faire tomber une balle placée sur un contenant attaché sur le capot. Les journalistes ont enfin pu tester le jeu, dans des conditions de simulation optimale, avec l'utilisation d'un siège baquet, d'un écran géant et d'un volant,.

## Accueil

### Ventes
TOCA Touring Car Championship connaît un grand succès commercial. Au premier semestre de l'année 1998, 600 000 exemplaires de la version PlayStation se sont vendus en Europe. Selon VG Chartz, il s'est écoulé à un total de 2,28 millions d'unités, dont 2 millions en Europe, 70 000 en Amérique du Nord et 20 000 au Japon.

### Critiques générales
La version pour PlayStation de TOCA Touring Car Championship est globalement très bien accueillie par la presse spécialisée. Le magazine britannique Edge affirme qu'il n'y a pas au moment de sa sortie « d'autres jeux de course sur PlayStation qui atteignent un tel niveau de jouabilité et d'excitation pure », jugeant que les « graphismes rudes » sont le seul point négatif. Pour le site GameSpot, la production de Codemasters a « la jouabilité et les graphismes incroyables de Gran Turismo, tout en disposant des dégâts réalistes des voitures de Destruction Derby », et s'avère être « l'un des meilleurs jeux de course », l'un des plus amusants. Du côté de la presse francophone, le mensuel [[Player One (magazine)|Player One]] se montre plus nuancé et considère que TOCA Touring Car Championship « n'est pas à proprement parler un jeu fun, mais il se révèle fort intéressant dès lors que l'on entame un championnat ». PlayStation Magazine loue « le plus réaliste des jeux de course » à cette époque, mais souligne « sa grande difficulté » qui pourrait décourager certains joueurs. Enfin, le magazine Consoles + est du même avis, remarquant notamment un « mode 2 joueurs particulièrement efficace car très rapide ».
Quant au portage pour PC, les critiques sont tout aussi positives. Le magazine anglais Computer and Video Games salue « le plus excitant jeu de course qui soit sur PC et PlayStation », même s'il peut être « un peu terne » par rapport à un Formula 1 97 ou à un V-Rally. Pour le mensuel australien PC PowerPlay, TOCA Touring Car Championship est le « deuxième meilleur jeu de course jamais réalisé », derrière Grand Prix 2, développé par MicroProse Software en 1996, mais regrette la dimension arcade de ce jeu. Le site IGN apprécie « un jeu très agréable qui offre tout ce qu'un jeu de course devrait offrir : le défi, l'excitation et le divertissement ». Quant au magazine français Gen4, celui-ci estime que « TOCA marque surtout par l'originalité de son sujet » et est plus réaliste en termes de pilotage que Screamer Rally, sorti sur PC la même année.
Concernant le portage sur Game Boy Color, le magazine anglais Total Game Boy, qui le considère comme « la meilleure expérience de pilotage que l'on peut trouver, à moins de s'acheter sa propre voiture », applaudit « la crème des jeux de course sur GBC », appréciant notamment la vue isométrique, pourtant très classique. De son côté, Jeuxvideo.com loue un « très bon jeu […] qui rend justice et à la Game Boy Color et à la série des TOCA » : le site français salue la bonne longévité du mode championnat et le mode huit joueurs, possible à tour de rôle et affirme plus généralement que ce jeu montre que « l'on peut faire réaliste sur Game Boy Color ».

### Critiques des graphismes
Les graphismes trouvent un accueil plutôt mitigé. PlayStation Magazine estime que TOCA Touring Car Championship aurait « pu être plus beau », mais admet que l'animation aurait alors été « amoindrie ». Le mensuel français remarque également la présence de clippings. Player One rajoute que les graphismes des circuits sont « dépouillés », tout en considérant que « les voitures sont bien faites », alors que Consoles + juge que « les environnements sont nombreux tout comme les effets spéciaux ». Le magazine Edge a un avis plus tranché, en pointant les graphismes comme le seul bémol de ce jeu, estimant que les joueurs « vont froncer les sourcils » en les comparant avec ceux de Formula 1 97, produit la même année par Psygnosis, mais le mensuel britannique reconnaît que ces deux jeux souffrent de pop-up. Enfin, GameSpot reconnait ce dernier point ; cependant, les critiques sont bien plus positives, arguant que TOCA est un jeu graphiquement « supérieur à la moyenne », appréciant les lumières des phares des voitures, la modélisation des voitures ou encore « le brouillard qui est expulsé des pneus quand la piste est humide ».
Pour le portage pour PC, les critiques restent dubitatives. Le mensuel Gen4, à l'instar de l'ensemble de la presse spécialisée, regrette la nécessité de s'équiper d'une carte accélératrice 3D, sans quoi le jeu, même « avec la résolution et les niveaux de détails les plus bas possibles, rame de manière insupportable ». Cependant, la modélisation des voitures est appréciée, tout comme les circuits et leurs dénivelés, pas toujours représentés dans les jeux de l’époque, mais leur dépouillement est vu comme un point faible. Toutefois, le jeu est perçu comme « indéniablement beau ». Pour Computer and Video Games, les graphismes des versions pour PC et pour PlayStation sont identiques, sauf si une carte accélératrice, qui offre un meilleur rendu, est utilisée. Par exemple, le mensuel britannique observe avec délice que les noms des pilotes sont inscrits sur les vitres des voitures sur le portage pour PC. PC PowerPlay apprécie la fidèle représentation des circuits, notamment avec la présence des panneaux publicitaires. Enfin, l'avis d'IGN diffère de ses confrères en présentant un jeu graphiquement « génial », aux voitures « magnifiques ».
Les avis sont positifs pour la version Game Boy Color. Pour Jeuxvideo.com, « l'adhérence et le modèle physique de chaque voiture est tout à fait réaliste », tandis que l'animation est jugée fluide, même lorsqu'il y a beaucoup de voitures à l'écran. Les effets sont considérés comme bien rendus, y compris lors des courses sous la pluie et des sorties de piste des voitures. Cependant, le site français regrette des couleurs « un peu fades ». De même, Total Game Boy apprécie de voir « des nuages de poussière lors des têtes-à-queues » et les petites roues des voitures tourner. Le magazine Joypad déplore une réalisation technique proche du dénuement le plus total.

### Critiques dugameplay
Le système de jeu est plus apprécié, notamment du fait que les critiques ont relevé que les graphismes ont été en partie sacrifiés au profit de la jouabilité. Pour Edge, la course est « une affaire passionnante », puisque les voitures se dépassent très souvent, rendant incertain l'issue de l'épreuve jusqu'à la ligne d'arrivée. Le mensuel loue particulièrement la prise en main des voitures, surtout la vue depuis le cockpit, qui confère au joueur « le sentiment d'être vraiment dans la voiture », ce qui est rare pour un jeu de course. GameSpot, qui remarque que le pilotage varie avec les conditions climatiques, note des contrôles « extrêmement précis », qui rivalisent avec ceux de Gran Turismo. PlayStation Magazine ne partage pas cet avis, arguant que les contrôles sont « difficiles à maîtriser », jugeant que l'utilisation de la manette analogique ou d'un volant est « indispensable à la longue ». Le mensuel français s'accorde cependant sur la durée de vie satisfaisante du jeu avec Consoles +, qui relève des voitures qui « filent à vive allure », de même pour le mode deux joueurs,. Concernant ce dernier mode, Player One regrette qu'il n'y ait pas de concurrents générés par l'intelligence artificielle, et ajoute que la concentration du joueur doit être maximale, puisque « les erreurs [de pilotage] ne sont pas pardonnées ».
Les critiques sont un peu plus sévères pour la version PC. PC PowerPlay n'adhère pas au principe du mode Championnat selon lequel il faut marquer un certain nombre de points pour passer à la rencontre suivante, estimant que cela amène le jeu dans un « style arcade ». De plus, le magazine australien aurait préféré que toutes les pistes soient débloquées afin de s'entraîner dessus avant de faire le championnat. IGN loue le réalisme du pilotage des voitures par l'intelligence artificielle, notamment l'agressivité de certaines d'entre elles, estimant que le jeu nécessite « un bon degré de concentration » : considéré par le site internet comme une simulation, TOCA Touring Car Championship est donc jugé « très difficile ». Il est enfin reproché que les voitures et les pilotes du jeu ne soient présentés par une rapide biographie, ce qui aurait été « particulièrement utile pour le marché américain ». Computer and Video Games salue le mode multijoueurs, bien meilleur que celui de la plupart des autres jeux de course, mais estime que le mode Championnat est un cran au-dessus. Enfin, Gen4 apprécie « la lutte pare-chocs contre pare-chocs » et l'existence d'un mode multijoueurs en réseau, jouable jusqu'à huit participants, mais fustige « l'absence totale de possibilité de réglage » des voitures.
Quant au portage pour Game Boy Color, les critiques sont plus nuancées. Total Game Boy regrette que le mode multijoueur ne puisse pas se jouer à l'aide d'un câble link, ce qui oblige les participants à se partager la console. Il est toutefois unanimement reconnu que les voitures disposent d'une « accélération phénoménale », qu'il faut doser pour ne pas « finir dans le décor », et que les pistes proposées sont « complètes et variées »,. Pour le magazine Joypad, le gameplay de cette version est « irréprochable ».

### Critiques de la bande-son
La bande-son reçoit un accueil globalement élogieux. GameSpot loue des effets sonores « très bons », jugeant que « le bruit des voitures se frottant les unes aux autres est authentique », et remarque la voix-off « à l'accent anglais très prononcé » qui introduit les courses de championnat. Consoles + apprécie la variété des thèmes musicaux, et relève que les bruitages changent en fonction de la vue adoptée, mais regrette des « crissements de pneus ratés ». Toutefois, si PlayStation Magazine salue une « ambiance fantastique », Player One est plus critique et demande « pourquoi venir casser l'ambiance d'une simulation avec de la dance »,.
Les avis sont du même acabit pour le portage pour PC. IGN souligne le réalisme des effets sonores, mais la musique est jugée « moyenne ». Quant à Gen4, le mensuel français regrette que toutes les voitures aient le même son de moteur.
Enfin, sur Game Boy Color, Jeuxvideo.com loue des bruitages bien réussis et des « musiques qui utilisent le processeur de bonne façon », quand Total Game Boy estime que la bande-son est « acceptable »,.

## Postérité
TOCA Touring Car Championship, paru quelques mois avant Gran Turismo, est perçu comme un précurseur dans la catégorie des jeux de simulation automobile, même s'il est jugé graphiquement en retrait par rapport à Ridge Racer, sorti en 1995. Le jeu donne naissance à une série éponyme qui perdure jusque dans les années 2010, puisqu'un deuxième opus, TOCA 2 Touring Cars, est publié dès 1998 par Codemasters.
Le moteur de jeu de TOCA Touring Car Championship sert également de base à la conception de Colin McRae Rally, un jeu de courses de rallye lui aussi développé par Codemasters en 1998. Cette production, qui se révèle être un succès critique et commercial, se caractérise par une bande-son et des graphismes similaires à son aîné. Son succès conduit à la réalisation d'une série éponyme, qui perdure pendant une vingtaine d'années,.

### Manuel d'utilisation
- (en) TOCA Championship Racing : Manuel d'instructions, Sony Computer Entertainment, 1997

1. ↑  TOCA Championship Racing : Manuel d'instructions, p. 15-16.
2. ↑  TOCA Championship Racing : Manuel d'instructions, p. 15.
3. ↑  TOCA Championship Racing : Manuel d'instructions, p. 16.
4. ↑  TOCA Championship Racing : Manuel d'instructions, p. 6-7.
5. ↑  TOCA Championship Racing : Manuel d'instructions, p. 14.
6. 1 2  TOCA Championship Racing : Manuel d'instructions, p. 8.
7. ↑  TOCA Championship Racing : Manuel d'instructions, p. 9-12.
8. ↑  TOCA Championship Racing : Manuel d'instructions, p. 13, 19.

### Autres références
1. 1 2 3 4 5 6  « TOCA Touring Cars Championship. Auto-satisfaction », Gen4, no 105,‎ décembre 1997, p. 196 à 203.
2. 1 2 3 4 5 6  « Test : TOCA Touring Car Championship », sur Jeuxvideo.com, 2 février 2001.
3. 1 2 3 4 5 6  (en) « TOCA Touring Car Championship », Total Game Boy, no 11,‎ 2000, p. 40-41.
4. 1 2  « TOCA Touring Car Championship : jeu de caisses pour to-cars branchés », PlayStation Magazine, no 13,‎ octobre 1997, p. 44-45.
5. ↑  (en) « TOCA Touring Car », Computer and Video Games, no 191,‎ octobre 1997, p. 44.
6. ↑  (en) Thierry Falcoz, « TOCA Touring Car Championship », Gen4, no 104,‎ novembre 1997, p. 46-47.
7. ↑  (en) « The masters of code come to Game Boy ! », Total Game Boy, no 3,‎ 1999, p. 4.
8. ↑  (en) « TOCA Touring Car Championship », sur IGN, 15 mai 2000.
9. ↑  (en) « TOCA Racing Championship - PS », sur IGN.
10. ↑  (en) « News - Top 10 », Official US PlayStation Magazine, vol. 2, no 4,‎ janvier 1999, p. 32.
11. ↑  Jaquette de TOCA Touring Car Championship.
12. ↑  (en) « TOCA Racing Championship - PC », sur ign.com (consulté le 29 avril 2017).
13. ↑  (en) « TOCA Racing Championship - GBC », sur ign.com (consulté le 29 avril 2017).
14. ↑  (en) « TOCA Touring Car Championship », PlayStation Power, no 17,‎ septembre 1997, p. 10.
15. ↑  (en) « Highway star », Computer and Video Games, no 193,‎ décembre 1997, p. 114.
16. ↑  « Retour vers le futur », Joystick, no 87,‎ novembre 1997, p. 36.
17. 1 2 3 4 5  (en) « TOCA Touring Car Championship », Consoles +, no 71,‎ décembre 1997, p. 114-115.
18. 1 2 3 4 5  (en) « TOCA Touring Car Championship », Computer and Video Games, no 193,‎ décembre 1997, p. 98-99.
19. 1 2 3 4 5  (en) « TOCA Touring Car », Edge, no 53,‎ noël 1997, p. 94.
20. ↑  Trazom (Nourdine Nini) et Willow (Jean Santoni), « Test : Toca Touring Car », Joypad, no 70,‎ décembre 1997, p. 122-124.
21. 1 2 3  Kendy, Toutes les sorties Game Boy Color : TOCA Touring Car Championship, janvier 2001, Joypad n°104.
22. 1 2 3 4 5  (en) « TOCA Touring Car », Player One, no 81,‎ décembre 1997, p. 128.
23. 1 2 3 4  (en) « TOCA Touring Car Championship », PC PowerPlay, no 20,‎ janvier 1998, p. 60-61.
24. 1 2 3 4 5  « TOCA Touring Car », PlayStation Magazine, no 15,‎ décembre 1997, p. 112-113.
25. 1 2 3 4 5  (en) Ryan Mac Donald, « TOCA Touring Car Championship Review », sur GameSpot, 14 août 1998.
26. ↑  (en) Doug Perry, « TOCA Racing Championship », sur IGN, 19 janvier 1999.
27. 1 2 3 4 5  (en) « TOCA Touring Car », sur IGN, 30 septembre 1998.
28. 1 2 3  « Test : TOCA Touring Car Championship », sur Jeuxvideo.com, 11 mars 2011.
29. ↑  (en) « TOCA Championship Racing : 3DO enters the high-stakes world of touring car racing », sur IGN, 1er juillet 1998.
30. ↑  (en) « Game Database », sur VG Chartz, 1er juillet 1998.
31. ↑  (en) « Colin McRae Rally », Computer and Video Games, no 201,‎ août 1998, p. 60, 61.
32. ↑  (en) « Colin McRae Rally », PC Zone, no 73,‎ février 1999, p. 139.